# Casa de Portugal de São Paulo
A Casa de Portugal de São Paulo é uma associação de imigrantes portugueses da cidade de São Paulo, criada em 1935. Com o passar do tempo e com a redução do fluxo migratório, a Casa de Portugal de São Paulo passou a desenvolver um amplo calendário cultural e social voltado não só para os portugueses mas também para os brasileiros e para todos aqueles que apreciam a cultura portuguesa em todas as suas vertentes. Inicialmente com uma vocação assistencial, firmou um protocolo de cooperação com a Beneficência Portuguesa, através do qual ainda hoje os seus associados são atendidos em todos os serviços médicos, hospitalares e laboratoriais. Posteriormente assume a sua vocação de promotora cultural, atualmente com grande evidência nas redes sociais, angariando novos associados luso-descendentes e portugueses das novas gerações de emigrantes.

## História
A Casa de Portugal foi fundada em 13 de julho de 1935 com o objetivo de representar todos os imigrantes portugueses e seus descendentes em São Paulo. À época havia muitas associações portuguesas na cidade, representando em geral imigrantes de regiões específicas de Portugal, e a ideia original dos fundadores era reunir estas organizações numa só. Na fundação da Casa de Portugal participaram representantes da União Transmontana, Casa do Minho, União Portuguesa, Centro Beirão e Centro do Douro. Outras organizações foram posteriormente convidadas, mas preferiram manter o seu caráter regionalista e recusaram. O primeiro presidente foi o filólogo Francisco da Luz Rebelo Gonçalves, professor da recém-fundada Universidade de São Paulo, que porém permaneceu apenas 10 meses no cargo, sendo sucedido interinamente por Aurélio Arrobas Martins e, em 1936, por Fernando Ribeiro Bacellar.
Inicialmente, a Casa de Portugal funcionou na sede da Casa do Minho e, depois, em imóveis alugados. Por meio de doações dos associados e empréstimos bancários, foram comprados terrenos e imóveis na Avenida da Liberdade, no centro da cidade, em 1943. Ali foi edificada a atual sede, um edifício de cinco andares em estilo neocolonial, desenhado pelo arquiteto português Ricardo Severo. A inauguração ocorreu a 27 de dezembro de 1955.
No decorrer da sua história, a Casa de Portugal foi presidida por:
1. Professor Francisco da Luz Rebelo Gonçalves (Santarém * 15/11/1907 - † 23/04/1982)
Presidência de 16 de agosto de 1935 a 22 de maio de 1936
2. Aurélio Arrôbas Martins (Professor e escritor - Ilha Brava, Cabo Verde * 09/10/1885 – São Paulo † 19/06/1936)
Presidência de 22 de maio de 1936 a 19 de junho de 19368
3. Fernando Ribeiro Bacellar (Engenheiro - Fornos do Pinhal, Mirandela * 25/01/1890 – São Paulo † 20/06/1952)
Presidência de 3 de julho de 1936 a 10 de março de 1938
4. Álvaro Soares Brandão (Engenheiro Geógrafo - Lisboa * 23/06/1891 – São Paulo São Paulo † 03/1963)
Presidência de 10 de março de 1938 a 15 de março de 1940
5. João Maria Ferreira Sarmento Pimentel (Militar - Eixes – Suçães, Mirandela * 14/12/1888 – São Paulo † 13/10/1987)
Presidência de 15 de março de 1940 a 14 de fevereiro de 1941
6. Pedro Monteiro Pereira Queiroz (Empresário - Batalha * 20/06/1890 – São Paulo † 09/12/1982)
Presidência de 14 de fevereiro de 1941 a 31 de março de 1969
7. Frederico Maria Cabral de Sampaio (Empresário - Vila Real * 12/01/1914 – São Paulo † 23/10/1995)
Presidência de 31 de março de 1969 a 29 de março de 1973
8. Affonso Alberto Salgado (Empresário - Meirinhos, Mogadouro * 09/03/1900 - † 15/03/1984)
Presidência de 29 de março de 1973 a 24 de março de 1977
9. Hermenegildo Lopes Antunes (Empresário - Castanheira de Pêra * 11/01/1918 - † 25/11/1995)
Presidência de 24 de março de 1977 a 5 de março de 1985
10. Antonio dos Ramos (Empresário - Vilarelho da Raia, Chaves * 19/01/1942)
Presidência de 05 de março de 1985 a 29 de março de 2007
11. Antonio Júlio Machado Rodrigues (Bancário  - Oura, Vidago * 02/11/1950)
Presidência de 29 de março de 2007 a 14 de março de 2013
12. Antonio dos Ramos (Empresário - Vilarelho da Raia, Chaves *19/01/1942)
Presidência de 14 de março de 2013 a 31 de março de 2021
Destaca-se a atuação na presidência do Comendador Pedro Monteiro Pereira Queiroz, figura ilustre, influente e importante liderança empresarial da época, que liderou a iniciativa da aquisição dos terrenos e consequentemente da construção do edifício-sede da Casa de Portugal. Durante a sua gestão colocou à disposição da Casa e da Comunidade o seu prestígio pessoal, levando à Casa de Portugal as maiores lideranças empresariais, políticas e religiosas, levando à condecoração da instituição com graus das ordens honoríficas portuguesas.
A atuação de Pereira Queiroz à frente da Casa de Portugal levou que a diretoria da Casa, em setembro de 1976, 7 anos após a conclusão da sua última gestão, alterasse a denominação do Salão Nobre para Salão Nobre Comendador Pereira Queiroz, onde foi instalado um busto em sua homenagem (hoje instalado no Hall do edifício) e instituísse a Medalha de Mérito Comendador Pereira Queiroz no dia 21 de junho de 1983, um ano após a sua morte, medalha com a qual ainda hoje a instituição outorga, com autorização da Diretoria, a personalidades que visitam a Casa de Portugal.

## Características
A sede da Casa de Portugal é um edifício neocolonial de cinco andares. O hall de entrada está decorado com pinturas representando D. Afonso Henriques, primeiro rei de Portugal, e o padre Manuel da Nóbrega, jesuíta português de muita importância na fundação de São Paulo. O edifício possui ainda salas para reuniões, restaurante, anfiteatro, galeria para exposições e um salão de festas com capacidade para 1000 pessoas. O projeto do edifício é de autoria do Escritório Técnico Arnaldo Maia Lelo, contratado em 15 de janeiro de 1948. Com o projeto aprovado em 14 de junho de 1951, tendo sido contratada no dia 27 de julho para a construção do edifício a Sociedade Anônima Construtora Arnaldo Maia Lelo, a cerimónia do lançamento da pedra fundamental ocorreu no dia 22 de novembro de 1951. Inicialmente tencionava-se que o edifício fosse inaugurado ainda em 1954, numa cerimónia integrada no calendário das comemorações do IV Centenário da cidade de São Paulo, mas com vários atrasos o edifício só foi inaugurado no dia 27 de dezembro de 1955, cerimónia que contou com a benção do Cardeal Arcebispo de São Paulo, D. Carlos Carmelo de Vasconcelos Motta. Seguiu-se a inauguração da exposição alusiva à Restauração da Independência de Portugal e um banquete no salão de festas para 630 pessoas. A cerimónia de inauguração foi presidida pelo embaixador de Portugal, António de Faria, sendo orador o presidente da Academia Paulista de Letras, Altino Arantes, e contou ainda com a presença do governador do Estado e do prefeito da Cidade, com representantes das principais associações portuguesas do Rio de Janeiro e de São Paulo, para além da maciça presença de representantes da Missão Diplomática no Brasil. Nesta ocasião, por especial deferência, o Presidente Pereira Queiroz convidou para discursar em seu nome o fundador e ex-presidente da Casa de Portugal, Capitão João Maria Ferreira Sarmento Pimentel. Ainda integrado nas cerimónias de inauguração, foi promovido um baile para a alta sociedade paulistana, na noite de 31 de dezembro que prosseguiu até ao dia 1 de janeiro, denominado Baile de Ano Novo, no qual participaram mais de 800 pessoas.
A Casa serve ainda de sede ao Conselho da Comunidade Luso-Brasileira do Estado de São Paulo, à Câmara Portuguesa do Comércio e a Provedoria da Comunidade Portuguesa. Também foi sede para o Consulado de Portugal em São Paulo e para o Instituto Camões, mas estas instituições mudaram-se para um edifício na zona do Jardim América em 2004.

### Bibliotecas
A criação de uma biblioteca para a Casa estava prevista desde a sua fundação, quando os sócios começaram a doar livros para o acervo. Em 1957, a biblioteca foi inaugurada e, em 1991, foi ampliada com um auditório e sala de leitura. Atualmente, esta biblioteca, que conta com um auditório de 120 lugares fixos, onde são realizados pequenos concertos, cerimónias e palestras, conta com um acervo de 14 000 volumes (janeiro de 2020) e recebe o nome de Biblioteca Ricardo Severo, instalada no dia 7 de agosto de 1957, por determinação do então presidente Pedro Monteiro Pereira Queiroz. A sua inauguração foi marcada por uma agenda de colóquios e conferências subordinados ao tema "Ricardo Severo e as Orígens da Nacionalidade Portuguesa", com a participação de ilustres figuras das Letras como o Professor Torquato Soares, da Universidade de Coimbra, e Antônio Soares Amora, Costa Pimpão e Souza Lima, da Universidade de São Paulo. O ciclo de debates encerrou-se no dia 13 de julho de 1958, com o descerramento do busto de Pereira Queiroz, em bronze, no Salão Nobre, oferta do vice-presidente Frederico Sampaio, por ocasião das comemorações do 23.º aniversário de fundação da Casa. Em setembro de 1976, este salão passou a chamar-se Salão Nobre Comendador Pereira Queiroz.
No dia 4 de dezembro de 2015, foi inaugurada uma segunda biblioteca, também no 3.º andar, agora para abrigar o acervo doado pelo Professor Massaud Moisés, antigo e assíduo frequentador da Biblioteca da Casa, com um acervo de 15 exemplares ,ao qual se juntou em 2019 um acervo de cerca de 2 000 livros doados pelo Centro Cultural 25 de Abril. As duas bibliotecas estão sendo digitalizadas no âmbito de um projeto de parceria cultural pela Cátedra Jaime Cortesão da Universidade de São Paulo.

## Condecorações
- Comendador da Ordem Militar de Cristo de Portugal (17 de setembro de 1954)
- Grande-Oficial da Ordem de Benemerência de Portugal (17 de maio de 1958)
- Membro-Honorário da Ordem do Mérito de Portugal (18 de agosto de 1997)[7]